# Tim Forsyth
Tim Forsyth (født 17. august 1973 i Mirboo North, Victoria) er en australsk tidligere atlet, som konkurrerede i højdespring. 
Forsyth var blot atten år, da han deltog i OL 1992 i Barcelona. I kvalifikationsrunden klarede han 2,26 m i tredje og sidste forsøg, hvilket var nok til at gå i finalen. Her sprang han 2,34 m, hvilket i alt fire deltagere gjorde, og ingen sprang højere. Cubanske Javier Sotomayor kom over de 2,34 m i første forsøg, hvilket sikrede ham guldmedaljen, mens de øvrige fire kom over i andet forsøg. Svenske Patrik Sjöberg fik sølv, fordi han havde samlet set færrest nedrivninger, mens de øvrige, foruden Forsyth var det polske Artur Partyka og amerikanske Hollis Conway havde lige mange nedrivninger og derfor alle fik bronze. Senere samme år vandt han en sølvmedalje i VM for juniorer med et hop på 2,31 m.
Ved VM 1993 i Stuttgart blev han nummer ni med 2,28 m. Han blev nummer to ved Commonwealth Games i 1994 med 2,31 m, og i VM 1995 blev han nummer otte med et hop på 2,25 m.
Han deltog også i OL 1996 i Atlanta, hvor det blev til syvendeplads med et hop på 2,32 m. Ved VM 1997 vandt han igen en bronzemedalje med et hop på 2,35 m.
I VM 1999 og OL 2000 i Sydney blev han slået ud i kvalificeringen.

## Personlig rekorder
- Højdespring – 2,36 m